# Si demain
Pour plus de détails, voir Fiche technique et Distribution.
Si demain est un film dramatique français réalisé par Fabienne Godet et sorti en 2020.

## Fiche technique
- Titre original : Si demain
- Réalisation : Fabienne Godet
- Scénario : Fabienne Godet, Claire Mercier et Franck Vassal
- Musique : Fabien Bourdier
- Décors :
- Costumes :
- Photographie : Marie Celette et Léo Ponge
- Montage :
- Production : Bertrand Faivre
- Sociétés de production : Le Bureau
- SOFICA : Cofinova 15
- Société de distribution : Jour2fête
- Pays de production :  France
- Langue originale : français
- Format : couleur — 2,35:1
- Genre : Drame
- Durée : 86 minutes
- Dates de sortie :
  - France :
    - novembre 2020 (Arras)
    - 8 décembre 2021 (en salles)

## Distribution
- Julie Moulier
- Lucie Debay
- Arnaud Valois
- Ana Brandão
- Matilde Serrão
- Angelina Woreth